# 锄头

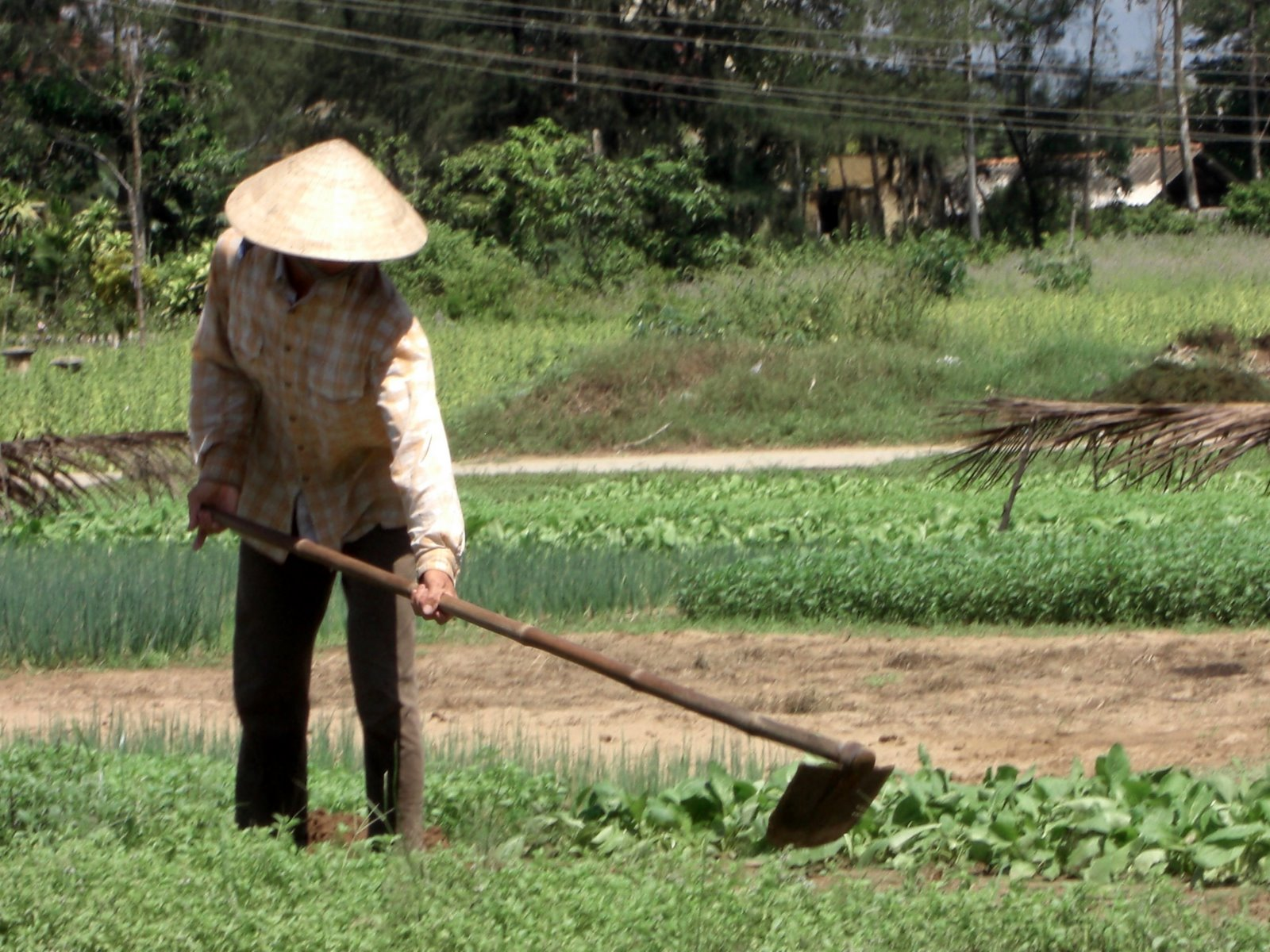
一個農夫正在使用鋤頭

鋤頭是常見農具、園藝用具，目前仍為許多农民廣為使用。其構造大致上由一根木製長柄及一塊金屬作的刀刃組成，但也因用途不同而有各種形狀。鋤頭的主要功能是用來鬆土、去除雜草。此外，在收割馬鈴薯時，也會用到鋤頭來挖鬆馬鈴薯周圍的土，才能將其拔出。此外，在古代的農民抗爭中，鋤頭也能作為武器使用。

## 外部連結
- "Scuffle hoe" or "Dutch hoe" as defined by Memidex/WordWeb dictionary/thesaurus （页面存档备份，存于）
- Photographs of horse hoes at Scales And Rural Museum （页面存档备份，存于）